# Sassano
Sassano ist eine italienische Gemeinde mit 4664 Einwohnern (Stand 31. Dezember 2023) in der Provinz Salerno in der Region Kampanien und Teil der Comunità Montana Vallo di Diano. Er liegt an der Grenze des Nationalparks Cilento und Vallo di Diano.

## Geografie
Die Nachbargemeinden sind Buonabitacolo, Monte San Giacomo, Padula, Sala Consilina, Sanza und Teggiano.

## Persönlichkeiten
- Giuseppe Bruscolotti (* 1951), Fußballspieler